# Potosí (departement)
 For alternative betydninger, se Potosí (flertydig). (Se også artikler, som begynder med Potosí)
Potosí er et departement i Bolivia sydvestlige højland. Departementet dækker et areal på 118.218 km² og har en befolkning på 823.517 (2012) indbyggere. Det administrative centrum er byen Potosí.
Departementet er beliggende på højsletten Altiplano i et område, der er rigt på mineraler og ædle metaller. Potosí var den rigeste provins i Spaniens koloniimperium og en af de rigeste byer i verden og leverede en stor del af det sølv, der blev sendt fra Sydamerika til Europa. Byen Potosí blev grundlagt af Spanierne for at kunne udnytte de store rigdomme i området, herunder bjerget Cerro Rico, og byen var på et tidspunkt den største by i hele Nord- og Sydamerika.
Departementet Potosí er endvidere hjemsted for verdens største saltsø, Salar de Uyuni.

## Historie
De oprindelige folk, der boede i det nuværende Potosí havde udviklet en sofistikeret kultur, og har efterladt sig en række arkæologiske fund, herunder hulemalerier i Betanzos.
Da spanierne erobrede det nuværende Bolivia nåede de hurtigt til området omkring Potosí. Den første spanier, der ankom, var Diego de Almagro (1536). I 1545 blev byen Potosi grundlagt, og på blot hundrede år voksede byen til at blive en velhavende by med over 150.000 indbyggere, hvilket gjorde byen Potosí til den største by i i hele Amerika, og blandt de største i verden.
De store fremskridt i Potosi og området omkring byen fik stor negativ betydning for den oprindelige befolkning i området, idet spanierne tvangsudskrev tusindvis af den lokale befolkning i en radius på 500 km fra Potosí til tvangsarbejde (mita og encomienda) i sølvminerne. Hele befolkningsgrupper blev fordrevne og tusindvis omkom i minerne.
Potosí var oprindeligt et guvernørskab i det spanske koloniimperium indenfor Øvre Peru og var underlagt Vicekongedømmet i Peru indtil 1776, hvor den spanske krone overførte Øvre Peru til Vicekongedømmet Río de la Plata. Det nuværende departement blev etableret ved afslutningen af Bolivias uafhængighedskrig på grundlag af det tidligere guvernørskab i Potosí ved dekret af den 23. januar 1826, udstedt af marskal af Antonio Jose de Sucre.
I 1883, efter Stillehavskrigen og Bolivias nederlag, fik departementet Potosí grænse mod Chile. I løbet af det tyvende århundrede blev grænsen til Argentina etableret gennem forskellige traktater. Den administrative opdeling af departementet udgøres for nuværende af 16 provinser.
Den 7. november 1908 blev de amerikanske bank- og togrøvere Butch Cassidy og The Sundance Kid dræbt i departementet i et sammenstød med politiet i byen San Vicente, omkring 100 km nordvest for Tupiza.
Gennem det tyvende århundrede konstaterede regionen en økonomisk tilbageang bl.a. som følge af nedgangen i minedriften og Bolivias omtumlede politiske kurs. Flere hundrede tusinder af arbejdere forlod departementet for at søge arbejde i Cochabamba, La Paz og i det nærliggende Argentina.
I de seneste år har en genoptagelse af minedrift (samt en bedre koordinering heraf) samt udvikling af turismen i regionen givet forhåbninger om et økonomisk opsving.
I 2001 udbrød voldelige sammenstød mellem befolkningsgrupper i den nordlige del af departementet og nabo-departementet Oruro grundet stridigheder om kontrol med ressourcer m.v., hvilket førte til 57 døde. Departementet har fortsat en grænsestrid med Oruro om byen Coroma og dennes rige forekomster af kalksten.

## Geografi
Potosí har et meget forskelligartet landskab med bl.a. gejsere, fumaroler, vulkansk mudder, og svovlholdige varme kilder. Det barske klima i bjergkæden Cordillera Occdental brydes af tilstedeværelsen af søer og dale beliggende mellem bjergene.
Klimaet i departementet er koldt, undtagen dalene mellem bjergene, hvor klimaet er mildt. Et af de koldeste områder i Bolivia er Salar de Uyuni, som er verdens største saltsø, hvor temperaturen om vinteren falder til -20 °C. Plateauet er kendetegnet ved ringe nedbør (100-200 mm pr år).
Departmentet er bjergrigt. De højeste bjerge er Uturuncu, der med 6.008 meter er det 12. højeste bjerg i Bolivia. Andre tinder er Sairecabur (5971 m), Cerro Lipez (5929 m), Licancabur (5920 m - selvom det højeste punkt på den bolivianske side er placeret på 5400 meter) og Cerro Putana (5890 m).
I den sydvestlige del af departementet er Zapaleri (5653 m), der markerer grænsen mellem Bolivia, Argentina og Chile.

## Flora og fauna
På trods af, at store dele af departementet Potosí er ørken, er der en bemærkelsesværdig biodiversitet, manifesteret i mange arter, der har tilpasset sig det barske klima og knappe ressourcer i området.
Floraen omfatter flere kaktusarter. Vegetationen bliver mere hyppig mod den nordøstlige del, der grænser op mod departementet Chuquisaca, der ligger lavere og har mere nedbør.
Dyrelivet består bl.a. af pattedyr, fra kamelfamilien (vikunjaer, lamaer og alpakaer) samt gnavere (Vizcachaer), kattefamilien (pumaer) og andre arter. Blandt fuglene kondorer, der bor i de høje tinder, og flamingoer talrige på stande ved højlandets søer. Nogle af disse arter er truede på grund af over-jagt og manglende kontrol fra myndighederne.
Departementet Potosi har oprettet to nationalparker til beskyttelse af naturen i området. Det er Torotoro nationalpark i nord og Eduardo Avaroa, beliggende i den sydlige del af departementet ved grænsen til Chile og Argentina.

## Provinser i departementet Potosí
Potosí er inddelt i 16 provinser:
| Provins            | Hovedstad                | Kort over provinserne i Potosí |
| ------------------ | ------------------------ | ------------------------------ |
| Alonso de Ibáñez   | Sacaca                   | Kort over provinserne i Potosí |
| Antonio Quijarro   | Uyuni                    | Kort over provinserne i Potosí |
| Bernardino Bilbao  | Arampampa                | Kort over provinserne i Potosí |
| Charcas            | San Pedro de Buena Vista | Kort over provinserne i Potosí |
| Chayanta           | Colquechaca              | Kort over provinserne i Potosí |
| Cornelio Saavedra  | Betanzos                 | Kort over provinserne i Potosí |
| Daniel Campos      | Llica                    | Kort over provinserne i Potosí |
| Enrique Baldivieso | San Agustín              | Kort over provinserne i Potosí |
| José María Linares | Puna                     | Kort over provinserne i Potosí |
| Modesto Omiste     | Villazón                 | Kort over provinserne i Potosí |
| Nor Chichas        | Cotagaita                | Kort over provinserne i Potosí |
| Nor Lípez          | Colcha "K"               | Kort over provinserne i Potosí |
| Rafael Bustillo    | Uncía                    | Kort over provinserne i Potosí |
| Sud Chichas        | Tupiza                   | Kort over provinserne i Potosí |
| Sud Lípez          | San Pablo de Lípez       | Kort over provinserne i Potosí |
| Tomás Frías        | Potosí                   | Kort over provinserne i Potosí |

## Sprog
De primære sprog i departementet er quechua, spansk og aymara. Nedenstående tabel viser antallet af personer i departementet, der tilhører de forskellige sproggrupper.
| Sprog                 | Department | Bolivia   |
| --------------------- | ---------- | --------- |
| Quechua               | 514.421    | 2.281.198 |
| Aymara                | 57.738     | 1.525.321 |
| Guaraní               | 374        | 62.575    |
| Andre oprindelige     | 356        | 49.432    |
| Spansk                | 438.204    | 6.821.626 |
| Udenlandsk            | 3.771      | 250.754   |
| Kun oprindelige sprog | 226.967    | 960.491   |
| Oprindeligt og spansk | 301.280    | 2.739.407 |
| Spansk og udenlandsk  | 136.980    | 4.115.751 |

## Galleri
- Saltsøen Laguna Colorada
- Forvitrede klipper nær Salar de Uyuni
- Landskab i departementet Potosí "Månedalen" nær Tupiza

## Eksterne links
- Wikimedia Commons har flere filer relateret til Potosí (departement)
- Potosí på boliviabella.com

20°40′S 66°40′V / 20.67°S 66.67°V
|  | Infoboks uden skabelon Denne artikel har en infoboks dannet af en tabel eller tilsvarende. |